# Золотые крендели «Единой России»
Золотые крендели «Единой России» — общее название ряда публикаций депутатов Государственной думы Дмитрия Гудкова и Ильи Пономарёва о депутатах Государственной Думы — членах партии «Единая Россия», которые, по утверждению Гудкова и Пономарёва, совмещают депутатскую деятельность с бизнесом, и связанных с этими публикациями событий.

## Юридические аспекты
В соответствии со статьёй 97 Конституции Российской Федерации «депутаты Государственной Думы работают на профессиональной постоянной основе. Депутаты Государственной Думы не могут находиться на государственной службе, заниматься другой оплачиваемой деятельностью, кроме преподавательской, научной и иной творческой деятельности».
Согласно пункту 2 статьи 6 закона «О статусе члена Совета Федерации и статусе депутата Государственной Думы Федерального Собрания Российской Федерации» член Совета Федерации, депутат Государственной Думы не вправе:

в) заниматься предпринимательской или другой оплачиваемой деятельностью, кроме преподавательской, научной и иной творческой деятельности. При этом преподавательская, научная и иная творческая деятельность не может финансироваться исключительно за счет средств иностранных государств, международных и иностранных организаций, иностранных граждан и лиц без гражданства, если иное не предусмотрено международным договором или законодательством Российской Федерации;
г) состоять членом органа управления хозяйственного общества или иной коммерческой организации;
— Федеральный закон от 8 мая 1994 г. N 3-ФЗ «О статусе члена Совета Федерации и статусе депутата Государственной Думы Федерального Собрания Российской Федерации», статья 6, часть 2
А в соответствии со статьёй 4 закона полномочия члена Совета Федерации, депутата Государственной Думы прекращаются досрочно в случаях:

в) поступления члена Совета Федерации, депутата Государственной Думы на государственную или муниципальную службу, вхождения их в состав органа управления хозяйственного общества или иной коммерческой организации, осуществления ими предпринимательской или другой оплачиваемой деятельности, кроме преподавательской, научной и иной творческой деятельности, финансирование которой не противоречит требованиям, предусмотренным пунктом «в» части второй статьи 6 настоящего Федерального закона;
…
г) утраты членом Совета Федерации, депутатом Государственной Думы гражданства Российской Федерации либо приобретения гражданства иностранного государства;
— Федеральный закон от 8 мая 1994 г. N 3-ФЗ «О статусе члена Совета Федерации и статусе депутата Государственной Думы Федерального Собрания Российской Федерации», статья 4

## Хронология
27 августа 2012 года депутаты Дмитрий Гудков и Илья Пономарёв опубликовали в Живом Журнале пост под названием «Золотые крендели „Единой России“», в котором начали публиковать данные из открытых источников о депутатах Государственной Думы — членах партии «Единая Россия», которые, по утверждению Гудкова и Пономарёва, уже будучи депутатами не только участвуют в акционерных капиталах компаний, но и непосредственно управляют своими активами. «Единая Россия» в лице секретаря генерального совета Сергея Неверова назвала эту публикацию «обыкновенным пиаром».
Аналогичную публикацию предпринял 28 августа и 5 сентября лидер партии «Яблоко» Сергей Митрохин. Список Митрохина частично пересекается со списком, приведённым Пономарёвым и Гудковым, и на 5 сентября в нём оказалось 17 депутатов Госдумы от «Единая Россия» и 4 депутата от ЛДПР.
Впоследствии публикация информации была продолжена.
28 сентября 2012 года комиссия Госдумы по контролю за достоверностью сведений о доходах депутатов, которую возглавляет Владимир Васильев рассмотрев восемь дел, решила направить запросы в правоохранительные и налоговые органы в отношении трёх депутатов-единороссов.
3 октября 2012 года в публикации «Золотые крендели „Единой России“ — 7. HELL’S CLUB» был упомянут зампред комитета Совета Федерации по обороне и безопасности Анатолий Бондарук.
4 октября 2012 года по сообщению газеты «Известий» несколько членов Совета Федерации решили прекратить свои полномочия и сосредоточиться на бизнесе, в том числе Дмитрий Ананьев (представитель Ямало-Ненецкого автономного округа), Андрей Гурьев (представитель Мурманской области) и Андрей Молчанов (представитель Ленинградской области); также не исключено, что самостоятельно покинут СФ миллиардер Сулейман Керимов (представитель Дагестана) и его партнёр по бизнесу Леонид Лебедев (представитель Чувашской Республики). Сообщение появилось после того, как спикер Совета Федерации Валентина Матвиенко объявила, что в ближайшее время начнутся проверки сенаторов на их причастность к бизнесу и, в случае если «будут выявлены факты управления сенатором бизнесом, он должен быть лишен мандата».
16 октября 2012 года Следственный комитет РФ заявил, что располагает информацией, что депутат Госдумы от «Единой России» Алексей Кнышов был учредителем как минимум трёх предприятий, в том числе одного в Словакии.
24 октября 2012 года Госдума практически без обсуждения досрочно прекратила депутатские полномочия Алексея Кнышова на основании его заявления. Кнышов на заседании не присутствовал.
13 февраля 2013 года стало известно о том, что Владимир Пехтин после сообщений о имеющейся незадекларированной недвижимости в США сложил с себя полномочия главы Комиссии Госдумы по депутатской этике до завершения проверочных мероприятий. 20 февраля Владимир Пехтин объявил о своём решении сложить с себя полномочия депутата Государственной Думы. Он также заявил о том, что попытается доказать свою невиновность в американском суде, на что, по его словам, понадобится несколько месяцев.
В тот же день, 20 февраля, решил сдать мандат миллиардер-единоросс Анатолий Ломакин. За день до заявлений Пехтина и Ломакина Госдума досрочно прекратила полномочия депутата Василия Толстопятова — также по его собственному заявлению. По мнению политолога Евгения Минченко, уход нескольких депутатов из Госдумы связан со внесённым Владимиром Путиным законопроектом, который запрещает чиновникам иметь банковские счета за рубежом.

## Список депутатов
В список «Золотых кренделей „Единой России“» попали следующие депутаты:
1. Абубакиров, Ришат Фазлутдинович
2. Аникеев, Григорий Викторович
3. Аскендеров, Заур Асевович
4. Бондарук, Анатолий Моисеевич
5. Гаджиев, Мурад Станиславович
6. Гридин, Владимир Григорьевич
7. Есяков, Сергей Яковлевич
8. Завальный, Павел Николаевич
9. Зубицкий, Борис Давыдович
10. Исаев, Андрей Константинович[24]
11. Кнышов, Алексей Владимирович
12. Колесник, Андрей Иванович
13. Кононов, Владимир Михайлович
14. Костунов, Илья Евгеньевич
15. Кретов,  Александр Владимирович
16. Малкин, Виталий Борисович
17. Милявский, Александр Борисович (член фракции «Единая Россия» в Мосгордуме)
18. Николаева, Елена Леонидовна
19. Пехтин, Владимир Алексеевич[25]
20. Пичугов, Виктор Александрович
21. Резник, Владислав Матусович
22. Ремезков, Александр Александрович
23. Семёнов, Владимир Владиславович
24. Слипенчук, Михаил Викторович
25. Толстопятов, Василий Васильевич
26. Федяев, Павел Михайлович
27. Хадарцев, Махарбек Хазбиевич
28. Хайруллин, Айрат Назипович
29. Хор, Глеб Яковлевич
30. Язев, Валерий Афонасьевич